# Акбар, Харрис
Мохаммед Харрис Акбар (англ. Mohammed Harris Akbar; род. 9 декабря 1998, Брадфорд, Уэст-Йоркшир, Англия, Великобритания) — английский боксёр-любитель, выступающий в полусредней и в первой средней весовых категориях. Член национальной сборной Англии, чемпион Европы (2022), чемпион Англии, бронзовый призёр чемпионата Европы среди молодёжи до 22 лет (2021) в любителях.

## Любительская карьера
В сентябре 2015 года стал чемпионом Молодёжных игр Содружества в Апиа (Самоа), в весе до 69 кг, где он в финале соревнований по очкам единогласным решением судей победил боксёра из Северной Ирландии Бретта Макгинти.
В ноябре 2016 года в Санкт-Петербурге (Россия) завоевал бронзовую медаль чемпионата мира среди молодёжи в весе до 69 кг, где он в полуфинале по очкам (2:3) проиграл казахскому боксёру Садриддину Ахметову, — который в итоге стал чемпионом мира среди молодёжи 2016 года.
В июне 2021 года в Розето-дельи-Абруцци (Италия) стал бронзовым призёром на чемпионате Европы среди молодёжи (19-22 лет) в весе до 69 кг, где он в полуфинале по очкам (0:5) проиграл российскому боксёру Ивану Ступину, — который в итоге стал чемпионом Европы среди молодёжи до 22 лет 2021 года.
В мае 2022 года стал чемпионом Европы в Ереване (Армения), в весе до 71 кг, где он в четвертьфинале по очкам (5:0) победил опытного итальянца Сальваторе Кавальяро, затем в полуфинале по очкам (3:2) победив  украинца Юрия Захариева взяв тем самым реванш за поражение годом ранее на ЧМ, и в финале по очкам (5:0) уверенно победил представителя Уэльса Гарана Крофта.
В начале августа 2022 года участвовал в Играх Содружества в Бирмингеме (Великобритания), в весе до 71 кг, где он в 1/8 финала соревнований по очкам (5:0) единогласным решением судей победил опытного боксёра из Ганы Джесси Ларти, но затем в четвертьфинале по очкам (2:3) раздельным решением судей проиграл опытному ирландцу Эйдану Уолшу, — который в итоге стал чемпионом Игр Содружества 2022 года.

## Профессиональная карьера
Харрис подписал контракт с Queensberry Promotions Фрэнка Уоррена. Его со-менеджерами являются бывший ведущий HBO PPV Марк Таффет и Катя Бэнел. Дебютировал в 26 лет на профессиональном ринге в вечере Энтони Какаче - Ли Вуд в Ноттингеме (Великобритания) против румынского боксера Октавиан Гратия (8-82-4) победив единогласным решением: 40—36.